# ولیعهد سوهیون
ولیعهد سوهیون (هانگول:소현세자، هانجا: 昭顯世子) (دوران زندگی: ۵ فوریه ۱۶۱۲–۲۱ می ۱۶۴۵) اولین پسر پادشاه اینجو از سلسله چوسان بود.
سوهیون بر اساس بندهایی از قرار داد صلح که بعد از جنگ سال ۱۶۳۶ امضا شد، یک گروگان در دربار منچو در ￼￼￼￼￼￼شن یانگ بود. او در سال ۱۶۳۶ به پکن نقل مکان کرد و با یوهان آدام شال فن بل ارتباط برقرار کرد. اما او مدتی بعد از برگشتنش به کره در سال ۱۶۴۵ فوت نمود.

## زندگی‌نامه
سوهیون زمانی که پدرش پادشاه اینجو از طریق شورش در سال ۱۶۲۳ سلطنت را تصاحب کرد، در سال ۱۶۲۵ به عنوان ولیعهد چوسان انتخاب شد.
در سال ۱۶۲۷، او با یکی از دختران گنگ سوک گی (هفدهمین نسل از نوادگان ژنرال گانگ گام چان) ازدواج کرد. در خلال دومین تهاجم منچو به کره در سال ۱۶۳۶، سوهیون به همراه پدرش پادشاه اینجو به دژ کوهستانی نام هان گریخت. اما زمانی که جزیره گانگوا توسط منچوها تصرف شد، پادشاه اینجو به هونگ تایجی تسلیم شد. سوهیون داوطلبانه خودش را به همراه همسرش و چندین تن از مقامات کره ای به عنوان گروگان در شن یانگ (پایتخت سلسله چینگ) تسلیم نمود.
در خلال دوران گروگان بودنش در چینگ، شاهزاده سوهیون به‌طور خستگی ناپذیرانه ای به عنوان واسطه ای بین چوسان و چینگ کار می‌کرد. او بیشترین تلاش را به منظور اطمینان حاصل کردن از اینکه چینگ علیه چوسان خصومتی به کار نمی‌گیرد، به کار بست. او از مردمانش به مانند کیم سانگ هون (۱۵۷۰–۱۶۵۲) که توسط منچوها به عنوان عامل ضد چینگ محکوم شده بود، محافظت نمود. شاهزاده سوهیون زبان مغولی فرا گرفت و در تصرف مرزهای غربی کمک نمود.
در سال ۱۶۴۴، شاهزاده سوهیون به مدت هفتاد روز با دورگون که قصد تصرف باقی‌ماندهٔ سلسله مینگ را داشت، اقامت داشت. او در آنجا با مبلغین یسوعیون به مانند یوهان آدام شال فن بل آلمانی ملاقات کرده و توسط آنها با کاتولیک رومی و فرهنگ غربی آشنا شد.
پادشاه اینجو ومدیران نزدیک به وی رفتار سوهیون را به عنوان حمایت از چینگ محکوم کردند و حتی زمانی که شاهزاده سوهیون در سال ۱۶۴۵ به کره بازگشت، پدرش پادشاه اینجو او را به خاطر تلاش برای مدرن کردن کره با آوردن کاتولیسم و علوم غربی مورد آزار و اذیت قرار داد. مدت کوتاهی بعد از بازگشت ولیعهد سوهیون به کره نگذشته بود که بدن بی جان وی در اتاق پادشاه پیدا شد در حالی که سر وی شدیداً و به‌طور مرموزی در حال خون ریزی بود. گفته می‌شود پادشاه اینجو پسرش را با قالب مرکبی که ولیعهد از چین آورده بود کشت اما بعضی از تاریخ دانان احتمال می‌دهند وی با توجه به این حقیقت که خال‌های سیاهی تمام بدنش را بعد از مرگ فرا گرفته بود و بدن وی به سرعت متلاشی شد، مسموم شده باشد. افراد زیادی از جمله همسرش سعی نمودند تا آنچه که بر سر ولیعهد آمده بود را کشف کنند ولی اینجو دستور فوری تدفین را صادر کرد و عظمت مراسم تشییع جنازه ولیعهد را کاهش داد. مقبره شاهزاده سوهیون در شهر گویانگ قرار دارد. پادشاه اینجو هرگز از آرامگاه پسرش بازدید نکرد.
پادشاه اینجو به جای بزرگترین پسر شاهزاده سوهیون، شاهزاده بزرگ بونگ ریم (که بعدها پادشاه هیوجونگ لقب گرفت) را به عنوان ولیعهد منصوب کرد. مدتی بعد اینجو دستور تبعید سه پسر شاهزاده سوهیون را به جزیره ججو (که از این تبعید تنها پسر جوان تر، شاهزاده گیونگ آن زنده به سرزمین اصلی بازگشت) و اعدام همسر سوهیون ( شاهزاده خانم مین هه ) را به دلیل خیانت صادر نمود.

## خانواده
- پدر: ￼اینجو چوسان ￼￼
- مادر: ملکه این ریئول از قبیله چئونگجو هان
- برادر:

1. ￼شاهزاده بزرگ￼ بونگ ریم￼￼ (۱۶۱۹–۱۶۵۹) - دومین پسر ملکه این ریئول از قبیله چئونگجو هان.
2. شاهزاده بزرگ این پونگ (۱۶۲۲–۱۶۵۸) - سومین پسر ملکه این ریئول از قبیله چئونگجو هان.
3. شاهزاده بزرگ یونگ سئونگ (۱۶۲۴–۱۶۲۹) -چهارمین پسر ملکه این ریئول از قبیله چئونگجو هان.

- همسر: شاهزاده خانم مین هو از قبیله گه آم چان گنگ  (۱۶۱۱–۱۶۴۶)
- فرزندان:

1. نام نامعلوم: شاهزاده (۱۶۲۹–۱۶۳۱) - اولین دختر شاهزاده خانم مین هو از قبیله گه آم چان گنگ
2. نام نامعلوم: شاهزاده (۱۶۳۱-۱۶۴۰) - دومین دختر شاهزاده خانم مین هو از قبیله گه آم چان گنگ
3. سوک چول: شاهزاده گونگ سئون (۱۶۳۶ -۱۶۴۸) - اولین پسر شاهزاده خانم مین هو از قبیله گه آم چان گنگ
4. شاهزاده گونگ سوک (۱۶۳۷-۱۶۵۵) -سومین دختر شاهزاده خانم مین هو از قبیله  گه آم چان گنگ
5. سوک رین: شاهزاده گونگ وان (۱۶۴۰-۱۶۴۸) - دومین پسر شاهزاده خانم مین هو از قبیله گه آم چان گنگ
6. شاهزاده گونگ نیونگ (۱۶۴۲-۱۶۸۲) - چهارمین دختر شاهزاده خانم مین هو از قبیله گه آم چان گنگ
7. سوک گیان: شاهزاده گونگ گان (۱۶۴۴-۱۶۶۵) - سومین پسر شاهزاده خانم مین هو از قبیله گه آم چان گنگ
8. شاهزاده گونگ سان (۱۶۴۳-۱۶۵۴) - پنجمین دختر شاهزاده خانم مین هو از قبیله گه آم چان گنگ

## یادداشت
1. ↑  Yoo, Chai-Shin (2012). The New History Of Korean Civilization. iUniverse. p. 178. ISBN 978-1-4620-5559-3.
2. ↑  Annals of the Joseon Dynasty. King Injo, 23rd year.